# Лихенин
Лихени́н, (C6H10O5)n  — полисахарид, содержащийся в лишайниках и состоящий из остатков D-глюкозы, связанных между собой на 73 % β-1,4-гликозидными связями и на 27 % — β-1,3-гликозидными связями. Имеет линейную структуру. Представляет собой смесь гомологичных полимеров различной длины. Молекулярная масса (162,14)n × (1,5 — 3,0) · 106.

## Распространение
Содержится в лишайнике Cetraria islandica («исландский мох»), лишайниках рода алектория (Alectoria ochroleuca), а также в некоторых мхах и высших растениях (семена овса).

## Свойства
Гигроскопичен, растворим в горячей воде и разбавленных водных растворах щелочей. Удельное вращение в растворе NaOH +8,3. Гидролизуется кислотами с образованием целлобиозы, затем D-глюкозы. Не даёт синей окраски с йодом.
Переваривается на 78 % бактериями пищеварительного тракта северных оленей, питающихся лишайниками. Организмом человека не усваивается.

## Применение
Может использоваться в кондитерской промышленности в качестве желирующего вещества. Известно применение лишайников для приготовления ягодных киселей и желе. Возможно использование в составе питательных сред для выращивания микроорганизмов.
Вероятно наличие иммуномодулирующей активности, однако невысокой по причине отсутствия в молекуле боковых цепей.